# Elizabeth Kostova
Elizabeth Kostova, nascida Elizabeth Johnston (New London, 4 de Agosto de 1964) é uma escritora norte-americana.
O seu primeiro romance, The Historian (2005), publicado no Brasil e em Portugal com o título O Historiador, é um romance histórica sobre a busca da última morada de Vlad III Tepes (Vlad o Empalador), bem como a tentativa de saber se ele fora um vampiro morto-vivo, ou Drácula.

## Biografia
Elizabeth nasceu na cidade de New London, em Connecticut, mas cresceu em Knoxville, Tennessee. Ingressou na Universidade Yale e depois obteve um mestrado em Belas Artes pela Universidade de Michigan, onde ganhou em 2003 o Prêmio Hopwood por Novel-in-Progress (romance em curso).
Sua irmã, Victoria Johnson, também é escritora.

## The Historian
Kostova levou dez anos a escrever The Historian. A centelha inicial surgiu com histórias que o pai, que era professor, lhe contava, sobre histórias de vampiros. A família morava em Liubliana, na Eslovênia, em 1972, enquanto seu pai era professor da universidade local. Naquele anos, a família viajou pela Europa, viagem que deixou grande impressão nas memórias de infância de Kostova.
Os direitos de publicação de The Historian foram adquiridos pela editora Little, Brown and Co. por 2 milhões de dólares. A Sony comprou então os direitos cinematográficos por 1,5 milhão de dólares. Douglas Wick, produtor de Gladiador, assinou contrato para produzir o filme.
The Historian já traduzido para quase 30 idiomas. 

## Publicações
- The Historian (2005) ISBN 978-0-7515-3728-4, OCLC 892732725
- The Swan Thieves (2010) ISBN 978-0-7515-4142-7, OCLC 861294062 (publicado no Brasil em 2011 com o título Os ladrões de cisne.
- The Shadow Land (2017) ISBN 978-1-925603-46-0, OCLC 1030287718